# Bucellarii
I Bucellarii o Buccellarii (plurale dell'espressione latina Buccellarius o Bucellarius, dal bucellatum, una galletta che mangiavano i soldati; in greco antico: Βουκελλάριοι?, Boukellárioi o genericamente in greco antico: Δορυφοροι?, Doruphoroi e Ὑπασπιστι, Hypaspisti.) erano una milizia privata esclusivamente di cavalleria del tardo impero romano e dell'Impero bizantino, costituita al di fuori del sistema di reclutamento statale, ma arruolata direttamente dai nobili e generali come truppa personale. Il termine trae il nome dal buccellum o bucellatum, "pane", con cui erano mantenuti.

## Storia
La consistenza di queste truppe era limitata, sebbene il loro numero fosse destinato fatalmente a salire durante i periodi di crisi dello stato centrale, laddove numerosi contadini e artigiani non potendo più continuare con profitto le loro attività si ponevano sotto la protezione di un personaggio illustre, entrando a far parte del suo seguito e ricevendo armi e paghe da questi. Sotto certi aspetti queste unità erano simili a quelle che si sarebbero affermate con il feudalesimo o anche per rimanere in ambito bizantino, con il sistema della pronoia. Il loro addestramento era mediamente superiore a quello delle truppe regolari, così come il loro armamento. Belisario, generale giustinianeo e grande proprietario terriero, giunse ad impiegare una forza di 7000 buccellarii nelle sue guerre in Italia. I bucellarii tuttavia, con la crisi della grande proprietà agricola che si ebbe tra il VII e l'VIII secolo con le grandi invasioni slave dell'Impero, persero molta importanza, il loro nome rimanendo ad indicare semplicemente truppe pesantemente armate. Con l'istituzione del sistema dei themata numerosi bucellarii vennero inviati a colonizzare una regione in Asia Minore (successivamente eretta a thema) che venne denominata Boukellariōn.